# Фермата 2021
На 11 септември 2021 г. стартира седмият сезон на „Фермата“ по bTV. Водещи за седми път са Иван Христов и Андрей Арнаудов. За първи път в този сезон няма стопани. Седмото издание преминава под мотото „Фермата: Време за пробуждане“, като сценарият му включва изграждане на стопанство при Шумския манастир „Свети Архангел Михаил“ при село Шума, Годечко.
Участниците са 22. Наградата за победителя е 100 000 лева.
Епизодите се излъчват от понеделник до петък от 21:00 до 22:30 часа, а всяка събота има елиминационен дуел.

## Схема на сезона
Старт: 12 мъже
| №   | Начални Битки                    | Къщата 1 място | Колибата 2 място | Навеса 3 място |
| I   | Виктор с/у Мариян с/у Пламен     | Пламен         | Виктор           | Мариян         |
| II  | Ивайло с/у Любомир с/у Стефан    | Любомир        | Стефан           | Ивайло         |
| III | Костадин с/у Георги с/у Борислав | Георги         | Костадин         | Борислав       |
| IV  | Кирил с/у Чавдар с/у Цоньо       | Кирил          | Чавдар           | Цоньо          |

Старт: 10 жени
| №   | Начални Битки                            | Къщата 1 място      | Колибата 2 място | Навеса 3 място |
| I   | Теодора с/у Деси с/у Красимира с/у Живка | Живка Красимира (2) | Теодора (3)      | Деси (4)       |
| II  | Лора с/у Цвети с/у Ваня                  | Ваня                | Лора             | Цвети          |
| III | Мартина с/у Ралица с/у Анастасия         | Ралица              | Мартина          | Анастасия      |

Фермата: Време за пробуждане
| №  | Фермер на седмицата Имунитет | Имунитет от ратайство Битка | Ратаи                  | Имунитет от дуел Битка | Елиминационен дуел                                             | Победител        | Отпаднал                  | Промяна на място                                |
| 1  | Живка                        | Кирил и Красимира           | Георги и Ралица        | —                      | Георги с/у Кирил Ралица с/у Красимира                          | Кирил Ралица     | —                         | Kъща: Борислав и Деси Навес: Георги и Красимира |
| 2  | Ралица                       | Стефан и Цвети              | Ивайло и Деси          | Цвети                  | Деси с/у Теодора                                               | Теодора          | Деси                      | Къща: Теодора Напуснал: Мариян •                |
| 3  | Цоньо                        | Борислав и Цвети            | Костадин и Лора        | Стефан                 | Костадин с/у Борислав                                          | Костадин         | Борислав                  | Къща: Костадин                                  |
| 4  | Цвети                        | Ивайло и Ралица             | Цоньо и Анастасия      | Теодора                | Анастасия с/у Ваня                                             | Ваня             | Анастасия                 | —                                               |
| 5  | Мартина                      | Виктор и Ваня               | Цоньо и Живка          | Стефан                 | Цоньо с/у Костадин                                             | Костадин         | Цоньо                     | —                                               |
| 6  | Чавдар                       | Стефан и Мартина            | Пламен и Красимира     | Мартина                | Красимира с/у Живка                                            | Живка            | Красимира                 | —                                               |
| 7  | Живка                        | Любомир и Теодора           | Ивайло и Цвети         | Пламен                 | Ивайло с/у Чавдар                                              | Ивайло           | Чавдар                    | Колиба: Георги, Ивайло, Цвети                   |
| 8  | Ивайло                       | Георги и Ралица             | Стефан и Ваня          | Теодора                | Ваня с/у Цвети                                                 | Ваня             | Цвети                     | —                                               |
| 9  | Любомир                      | Георги и Живка              | Виктор и Мартина       | Георги и Кирил         | Виктор с/у Пламен                                              | Пламен           | Виктор                    | —                                               |
| 10 | Кирил                        | Любомир и Теодора           | Стефан и Ваня          | Живка                  | Ваня с/у Теодора                                               | Ваня             | Теодора                   | —                                               |
| 11 | Ваня                         | —                           | Ивайло и Лора/Костадин | Георги                 | Ивайло с/у Стефан                                              | Стефан           | Ивайло                    | —                                               |
| 12 | Стефан                       | —                           | Костадин и Ваня        | Живка                  | ИД: Мартина с/у Лора Ваня с/у Ралица                           | Мартина Ваня     | Лора Ралица               | —                                               |
| 13 | Ваня                         | —                           | Пламен и Стефан        | —                      | ИД: Кирил с/у Георги ИД: Кирил с/у Любомир Пламен с/у Костадин | СП: Кирил Пламен | Георги • Любомир Костадин | Къща: Георги, Стефан, Мартина                   |

ИД: (Извънреден дуел) СП: (Служебна победа)

### Последна седмица
| Елиминационен дуел | Победител | Отпаднал |
| Стефан с/у Кирил   | Кирил     | Стефан   |
| Ваня с/у Мартина   | Мартина   | Ваня     |

Двама мъже и две жени се класират за финала на „Фермата: Време за пробуждане“ – Пламен Пеев, Кирил Михов, Живка Ролева, Мартина Чанева.

### Финал
| Участник       | Финални Битки | Финални Битки | Финални Битки | Фермерски Съвет | Зрителски Вот | Общо Точки | Финал          |
| Живка Ролева   | 0             | 0             | 10            | 15 т.           | 62 %          | 87         | 🥇 Първо място |
| Кирил Михов    | 10            | 10            | 10            | 5 т.            | 10 % (9.9 %)  | 45         | 🥈 Второ място |
| Мартина Чанева | 10            | 10            | 0             | 0 т.            | 10 % (9.84 %) | 30         | 🥉 Трето място |
| Пламен Пеев    | 0             | 0             | 0             | 10 т.           | 18 %          | 28         | Четвърто място |

Три компонента определят победителя във „Фермата: Време за пробуждане“: Три финални битки; Фермерски съвет; Зрителски вот.
Финалистът, събрал най-много точки в края, е победител във „Фермата“ 7.
- Финални битки: Четиримата финалисти се състезават в три финални битки, разделени в два потока – мъж срещу мъж и жена срещу жена. За всяка битка първото място носи 10 точки, второто – 0 точки.
- Битка №1: Мост, сечене и букви – Кирил Михов, Мартина Чанева
- Битка №2: Цепене, царевица и рязане – Кирил Михов, Мартина Чанева
- Битка №3: Падащи мостове и ракета – Кирил Михов, Живка Ролева
- Фермерски съвет: Гласуване на участници и стопани от всички седем сезона на предаването. За 1 място – 15 т.; 2 място – 10 т.; 3 място – 5 т.; 4 място – 0 т. – Живка Ролева
- Зрителски вот: Разпределят се общо 100 точки между четиримата финалисти, като 1 % = 1 точка от зрителската подкрепа. – Живка Ролева

Победителят от седми сезон е Живка Ролева, която печели със 87 точки, втори е Кирил Михов с 45 т., следван от Мартина Чанева с 30 т. и Пламен Пеев с 28 т.

### Участници
- Финално класиране:
- 1. Живка Ролева (39) (победител)
- 2. Кирил Михов (44)
- 3. Мартина Чанева (40)
- 4. Пламен Пеев (32)
- 5. Ваня Павлова (29)
- 6. Стефан Григоров (38)
- 7. Костадин Шопов (40)
- 8. Любомир Иванов (36)
- 9. Георги Гергинов (41) •(напуснал участие поради контузия)
- 10. Ралица Йовкова (43)
- 11. Лора Цолова (24)
- 12. Ивайло Герасимов (35)
- 13. Теодора Дякова (35)
- 14. Виктор Каров (26)
- 15. Цветелина Лозанова (26)
- 16. Чавдар Христанов (46)
- 17. Красимира Дамянова (36)
- 18. Цоньо Трифонов (51)
- 19. Анастасия Христова (44)
- 20. Борислав Гостев (41)
- 21. Деси Павлова (36)
- 22. Мариян Щерянов (30) •(напуснал участие по собствено желание)